# Frank Muller (Astronom)
Frank Muller (* 10. September 1862 in Virginia; † 19. April 1917) war ein US-amerikanischer Astronom.
Von 1885 an arbeitete er im Leander McCormick Observatory als Assistent von Ormond Stone und Francis Preserved Leavenworth.
Er entdeckte 83 Objekte des NGC-Katalogs und 13 des Index-Katalogs.